# En hyggelig Morgenudflugt
En hyggelig Morgenudflugt er en dansk stumfilm fra 1917, der er instrueret af Lau Lauritzen Sr. efter manuskript af Vilhelm Hammer.

## Handling
Denne artikel mangler et handlingsreferat. Hjælp os med at skrive det.